# Crotalus willardi
Espèce
Statut de conservation UICN

 LC  : Préoccupation mineure
Crotalus willardi est une espèce de serpents de la famille des Viperidae.

## Description
Crotalus willardi mesure entre 30 et 60 cm. Il est généralement brun ou gris plus ou moins sombre avec des lignes claires, mais il existe de grandes différences entre les individus, en particulier entre les sous-espèces.

## Biologie et mœurs
C'est un serpent qui pratique surtout la chasse en embuscade. Il se nourrit de petits mammifères, lézards, oiseaux ou encore d'arthropodes (principalement les juvéniles).
C'est un serpent ovovivipare venimeux. La copulation a lieu à la fin de l'été ou au début de l'automne, et la gestation dure entre 4 et 5 mois. Les femelles donnent naissance de 2 à 9 petits (en moyenne 5) fin juillet ou en août. La maturité sexuelle est atteinte à une taille d'environ 40 cm.

## Répartition
Cette espèce se rencontre :
- aux États-Unis, dans le sud-est de l'Arizona et dans le sud-est du Nouveau-Mexique ;
- au Mexique, dans les États de Sonora, de Chihuahua et de Durango.

Elle vit principalement en altitude, chaque sous-espèce étant souvent restreinte à une zone montagneuse spécifique.

## Liste des sous-espèces
Selon The Reptile Database (18 novembre 2015) :
- Crotalus willardi amabilis Anderson, 1962
- Crotalus willardi meridionalis Klauber, 1949
- Crotalus willardi obscurus Harris, 1974
- Crotalus willardi silus Klauber, 1949
- Crotalus willardi willardi Meek, 1905

## Venin
Cette espèce est venimeuse. Toutefois de par sa petite taille la quantité de venin injecté est faible. Malgré ses caractéristiques hémotoxiques cette faible quantité ne met pas en danger un humain mordu (aucun cas de décès référencé), même si de fortes douleurs sont constatées à la suite des rares morsures de ce serpent.

## Étymologie
Son nom d'espèce a été nommé en l'honneur du professeur Francis Cottle Willard (1874–1930), de Tombstone en Arizona, qui a collecté l'holotype.

## Galerie

Crotalus willardi
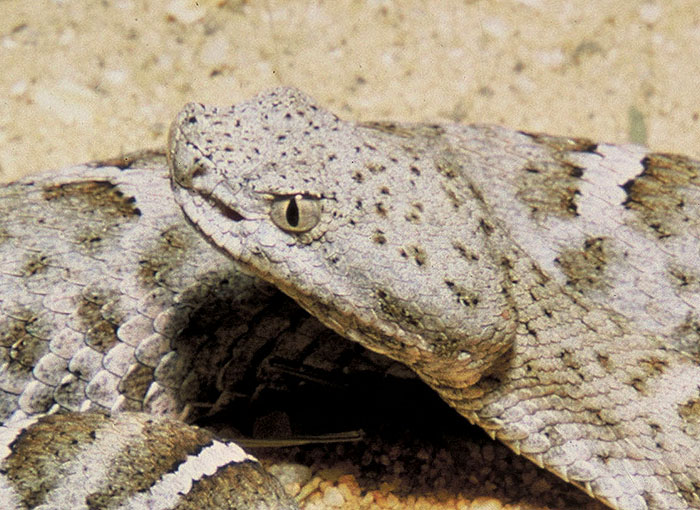
Détail de la tête
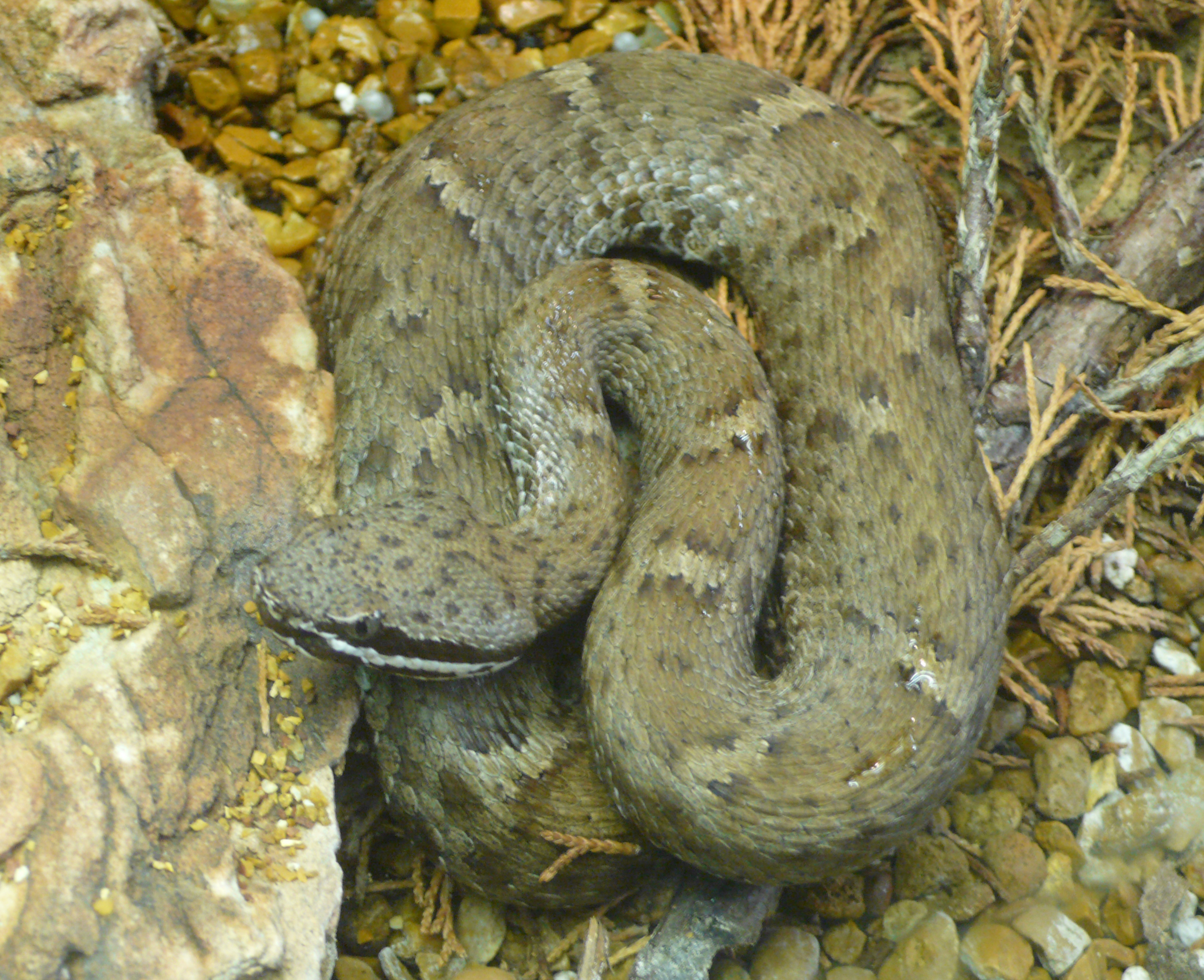
Sous-espèce C. w. willardi
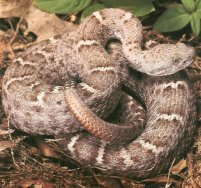
Sous-espèce C. w. obscurus

## Publications originales
- Anderson, 1962 : A new subspecies of the ridge-nosed rattlesnake, Crotalus willardi, from Chihuahua, Mexico. Copeia, vol. 1962, no 1, p. 160-163.
- Harris, 1974 : The New Mexican ridge-nosed rattlesnake. National Parks and Conservation Magazine, vol. 48, no 3, p. 22-24.
- Klauber, 1949 : The subspecies of the ridge-nosed rattlesnake, Crotalus willardi. Transactions of the San Diego Society of Natural History, vol. 11, no 8, p. 121-140 (texte intégral).
- Meek, 1905 : An annotated list of a collection of reptiles from southern California and northern lower California. Fieldiana Zoology, vol. 7, no 1, p. 1-19 (texte intégral).